# Bill McCreary (Schiedsrichter)

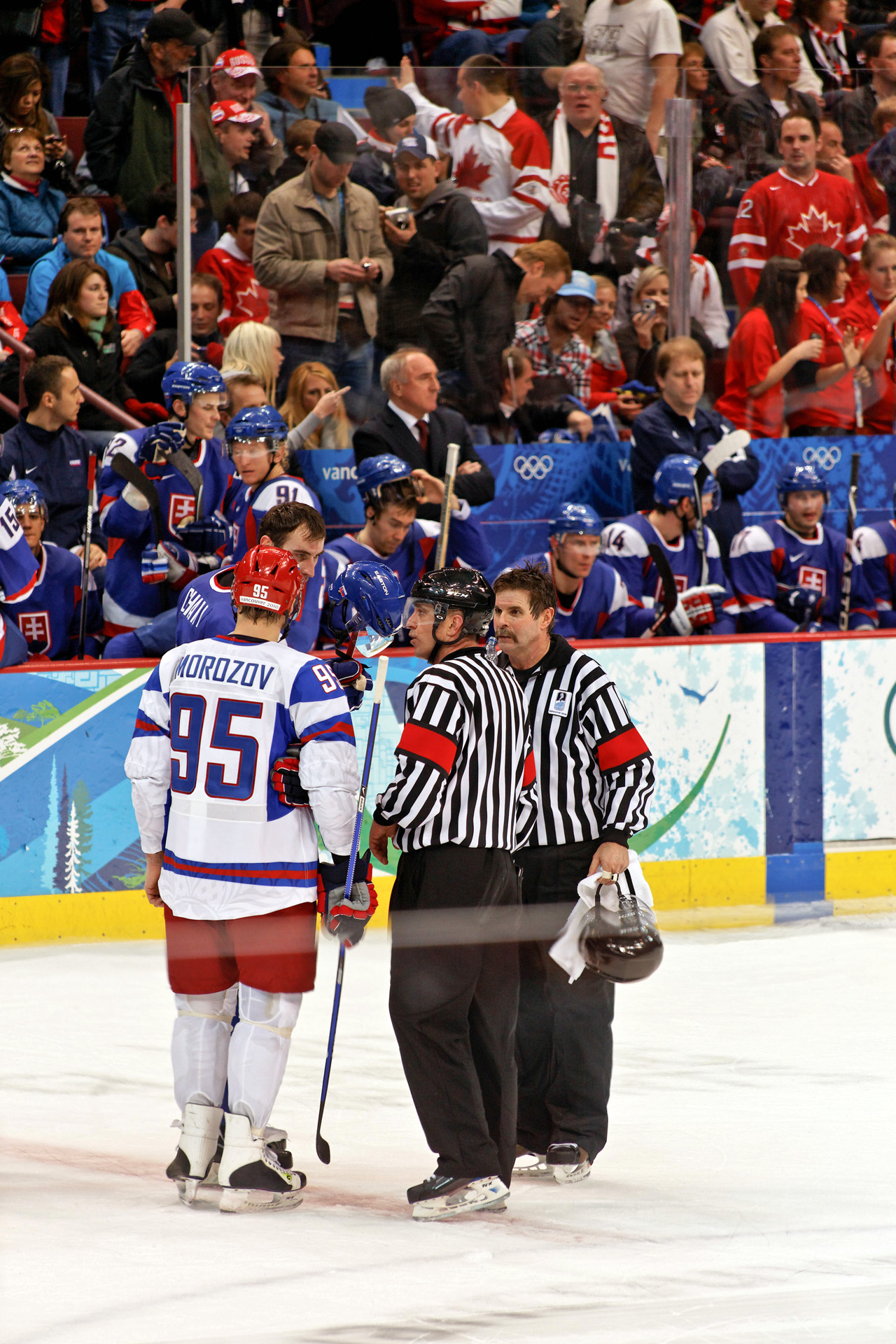
Eishockeyschiedsrichter McCreary, hier mit Zdeno Chara aus der Slowakei.

William „Bill“ McCreary (* 17. November 1955 in Guelph, Ontario) ist ein kanadischer Eishockeyschiedsrichter in der National Hockey League. Er leitete drei Finalspiele bei Olympischen Spielen und bislang 14 beim Stanley Cup.
Bill McCreary begann seine Karriere 1982 in der Central Hockey League und der American Hockey League. Zu seinem ersten NHL-Einsatz wurde er am 3. November 1984 bei einer Partie der Pittsburgh Penguins gegen die Washington Capitals berufen. In den Play-offs wird er seit der Saison 1986/87 eingesetzt. Im Februar 2008 pfiff er sein 1500. NHL-Spiel. Bis 2007 gehörte er 13 Mal in Folge zum Schiedsrichter-Gespann im Finale um den Stanley Cup. Nachdem er 2008 nicht berücksichtigt worden war, wurde er 2009 erneut nominiert.
Auf internationaler Ebene leitete er Partien des Canada Cup 1991 sowie beim Spengler Cup 1995. 1998 wurde er erstmals für Olympische Winterspiele nominiert, bei denen er das Finale zwischen Tschechien und Russland pfiff. Bei den Spielen 2002 war er Spielleiter in der Finalbegegnung zwischen Kanada und den USA. Auch die Neuauflage in Vancouver 2010 stand unter seiner Leitung.
Bill McCreary beendete seine Karriere nach der Saison 2009/10. 2014 wurde er in die Hockey Hall of Fame aufgenommen.